# Cutibacterium granulosum
Cutibacterium granulosum (basónimo: Propionibaterium granulosum) es una especie de bacteria anaerobia que forma parte de la microbiota cutánea humana. Al igual que C. acnes, esta especie habita las áreas sebáceas de la piel, sin embargo, C. granulosum se encuentra en menor abundancia. También, se ha encontrado esta especie en pacientes con acné, sin embargo su papel en el desarrollo de esta patología aún no está claro. En comparación con otras especies del género Cutibacterium, C. avidum tiene un genoma aproximadamente 400 kb menor, con 1865 genes, de los cuales 1592 codifican para proteínas. Además, se ha visto que esta especie es la única de este género capaz de crear estructuras tipo pili.

## Patogenicidad y resistencia a antibióticos
Como otras bacterias de este género, el genoma de C. avidum contiene factores de virulencia, entre los que se encuentran lipasas, hialuronidasas y hemolisinas. Además, algunas cepas de C. granulosum han mostrado sensibilidad a antibióticos como la penicilina G, ampicilina, cefotaxima, eritromicina, clindamicina, rifampicina, imipenem, amoxicilina, piperacilina, cloranfenicol, cefalotina y cefazolina. Otros estudios han mostrado que esta bacteria puede tener resistencia a metronidazol, sulfonamida, fosfomicina y tobramicina.